# Центр групи
В абстрактній алгебрі центром групи G (позначається Z(G)) називають множину елементів, що комутують з усіма елементами групи G, тобто:
{\displaystyle Z(G)=\{z\in G\mid zg=gz,\forall g\in G\}}.
Очевидно, що група буде абелевою (комутативною) тоді і тільки тоді, коли Z(G) = G. З іншої сторони, якщо центр групи містить лишень нейтральний елемент, то група називається групою без центру.

## Властивості
- Z(G) є підгрупою групи G:

Нейтральний елемент належить центру, {\displaystyle e\in Z(G),} оскільки {\displaystyle eg=g=ge,\quad \forall g\in G};
Добуток двох елементів з центра належить центру. Якщо {\displaystyle x,y\in Z(G)} тоді {\displaystyle (xy)g=x(yg)=x(gy)=(xg)y=(gx)y=g(xy),\forall g\in G}, отже {\displaystyle xy\in Z(G)};
Обернений до елемента центра належить центру. Якщо {\displaystyle e\in Z(G),} то gx = xg. Домноживши обидві сторони рівності зліва і справа на x−1 одержимо x−1g = gx−1, звідки {\displaystyle x^{-1}\in Z(G).}
- Підгрупа {\displaystyle \ Z(G)} є абелевою і нормальною.

- Фактор-група {\displaystyle \ G/Z(G)} ізоморфна групі внутрішніх автоморфізмів групи G, тобто групі відображень:{\displaystyle \phi _{g}(h)=ghg^{-1}\,}

Дійсно функцію f: G → Aut(G) можна задати наступним чином: f(g) = φg. Очевидно, що дане відображення є гомоморфізмом груп. Якщо {\displaystyle g\in Z(G),} то {\displaystyle \phi _{g}(h)=ghg^{-1}=hgg^{-1}=h,\forall h\in G\,} тобто центр групи є підмножиною ядра гомоморфізму. З іншого боку елементи групи, що не належать центру не є ядром оскільки тоді {\displaystyle \exists h\in G,} що {\displaystyle \phi _{g}(h)=ghg^{-1}\neq hgg^{-1}=h} тобто образом відображення не є одиничний автоморфізм. Остаточно з теореми про ізоморфізм груп маємо:
{\displaystyle G/Z(G)\cong {\rm {{Inn}(G).}}}
- Якщо фактор-група {\displaystyle \ G/Z(G)} циклічна, то G  — абелева.

Дійсно, згідно з означенням циклічної групи маємо, що для деякого {\displaystyle g\in Z(G)} виконується рівність {\displaystyle G/Z(G)=\langle gZ(G)\rangle } тому {\displaystyle G=Z(G)\langle g.\rangle } Зважаючи, що група {\displaystyle \langle g\rangle } є абелева маємо, що будь-які елементи групи G комутують.

## Приклади
- Центром групи квадратних матриць розміру n над полем F з ненульовим визначником є множина скалярних матриць: {\displaystyle \{sI_{n}|s\in F\setminus \{0\}\}.}
- Групи перестановок (симетричні групи) Sn для n ≥ 3 є групами без центру.
- Групи парних перестановок (знакозмінні групи) An для n ≥ 4 є групами без центру.
- Прості неабелеві групи є групами без центру.

Дійсно за означенням єдиними нормальними підгрупами даних груп є тривіальні групи і самі ці групи. Зважаючи, що центр є нормальною підгрупою і група некомутативна маємо, що центр рівний тривіальній групі.

## Центри вищих порядків
Визначимо послідовність підгруп:
{\displaystyle G_{0}=G,G_{1}=G_{0}/Z(G_{0}),G_{2}=G_{1}/Z(G_{1})\cdots }
Ядро відображення {\displaystyle G\to G_{i}} називається i-тим центром групи G і позначається {\displaystyle Z^{i}(G)}. Послідовність:
{\displaystyle 1\leq Z(G)\leq Z^{2}(G)\leq \cdots }
стабілізується ({\displaystyle Z^{i}(G)=Z^{i+1}(G)})тоді й лише тоді коли {\displaystyle G_{i}} є групою без центру.